# Абы
Абы (др.-греч. Ἄβαι) — древнегреческий город в северо-восточной Фокиде по дороге из Орхомена в Опунт. Наиболее полное описание города можно найти в десятой книге «Описания Эллады» Павсания:
Город был известен далеко за пределами Фокиды благодаря храму Аполлона и находившемуся при нём оракулу. В первой книге «Истории» Геродот упоминает, что Крёз посылал к нему послов, чтобы те спросили у него, что в данный момент делает царь, и тем самым проверить его правдивость; ответ оракула из Абы не удовлетворил его — в отличие от Дельфийского.
Город сыграл определённую роль в ходе Греко-персидских войн. По свидетельству Геродота, в 480 году до н. э. фокейцы, победив фессалийцев, пожертвовали в храм Абы две тысячи захваченных в битве щитов, а также некие статуи. В том же году город был разрушен и сожжён персами под предводительством Ксеркса. Храм остался в руинах и не восстанавливался.
Город и остатки храма Аполлона пострадали и от фиванцев во время Третьей священной войны против фокейцев 355—346 годов до н. э. Жители Аб, впрочем, не были расселены по посёлкам, как жители других городов Фокиды, поскольку, в отличие от них, не принимали участия в разграблении святилища в Дельфах.
Император Адриан в начале II века н. э. отстроил новый храм Аполлона меньших размеров рядом с развалинами прежнего. Павсаний упоминает и театр, судя по всему, построенный в римское время.